# 楓樹大道站
楓樹大道站（羅馬化：Klenovy Bulvar）是莫斯科地鐵大環線的一個車站，2023年啟用。